# 小清河 (大汶河)

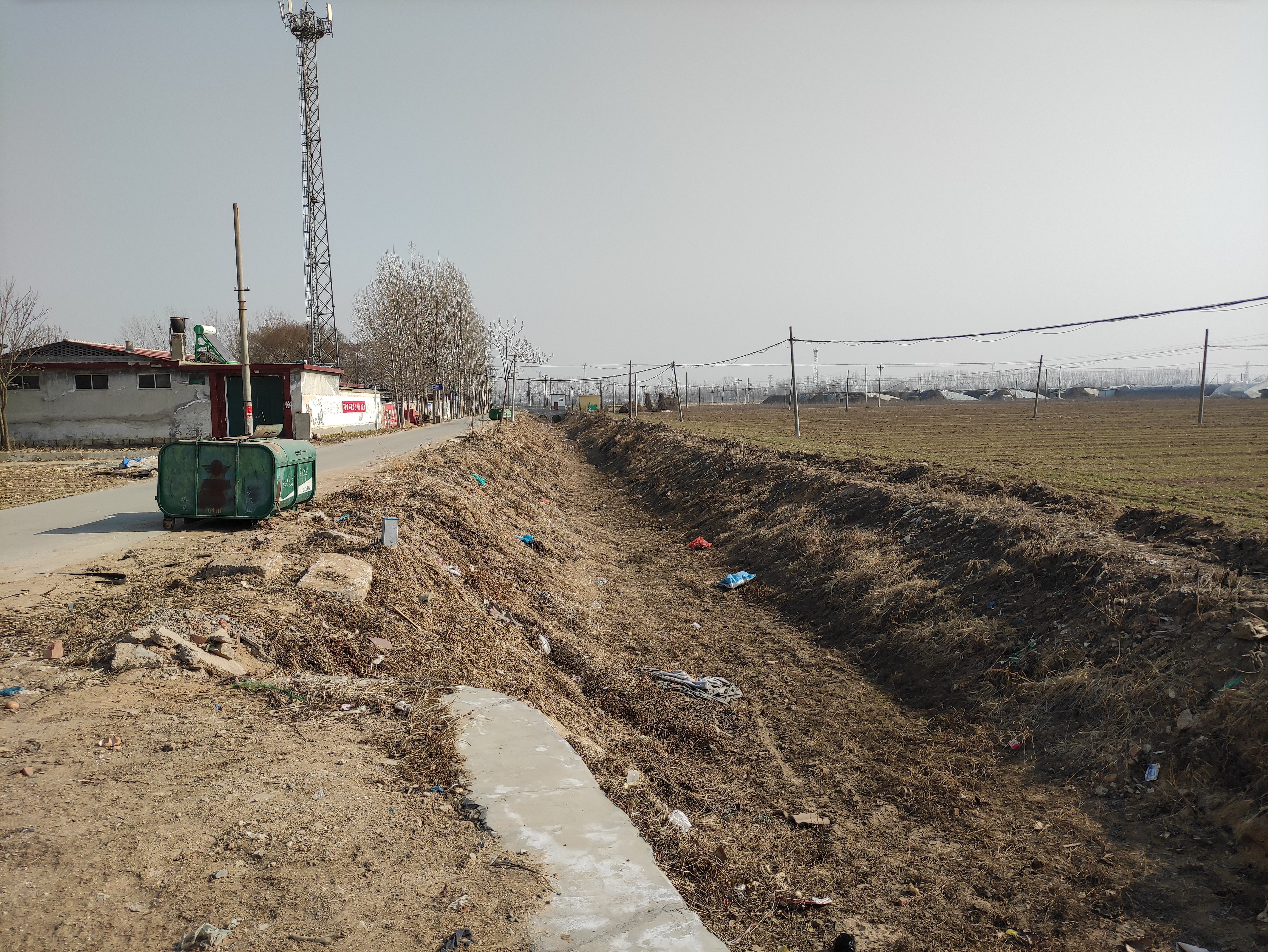
史庄村附近的小清河河道

小清河，又称南沙河，是中国山东省东平县东部一条河流。小清河为古汶水下游故道，明朝筑戴村坝后汶水在龙崮改夺漆沟入济水，小清河成为汶水的岔流:55-56。1946年，政府在龙崮村东的小清河进水口筑坝截流:11，小清河从此不再承担大汶河的分洪作用，改注入湖东排水河。小清河的支流有苇子河、纸坊河等，均自右岸注入。
小清河大致自东向西流，发源于龙崮村东、流经郑海村、岔河门村、彭集村、程村、王圈村、前后河涯、苏脑等村，在西张圈村注入湖东排水河。该河大致与州城街道、彭集街道两乡镇与沙河站镇的行政区划边界重合。